# Александрійська війна
Александрійська війна  (48-47 роки до н.е.) - частина громадянської війни 49 - 45 років до н.е. Юлія Цезаря проти прибічників республіканського ладу на території колишньої столиці Єгипту - Александрії.

## Причини
У жовтні 48 року до н.е., Цезар вирушив через Родос до Єгипту на чолі із 3200 легіонерами та 800 кіннотниками. Йому потрібні були кошти для продовження боротьби, бо загибель Помпея ще не означала розгрому республіканської опозиції. Багатий Єгипет повинен був дати ці кошти. Під приводом стягнення боргів Птолемея Авлета, Цезар зажадав з єгипетського уряду великих сум. За словами поета Лукана, «зажадав скарбів Єгипту, хотів він привід відшукати, щоб взяти їх собі ». На сплату їх пішли храмове начиння і скарби царського палацу. Це викликало сильне невдоволення александрійського населення. Крім того, Цезар втрутився в династичні суперечки між дітьми Птолемея - Клеопатрою та Птолемеєм Діонісієм. 

### Знайомство з Клеопатрою

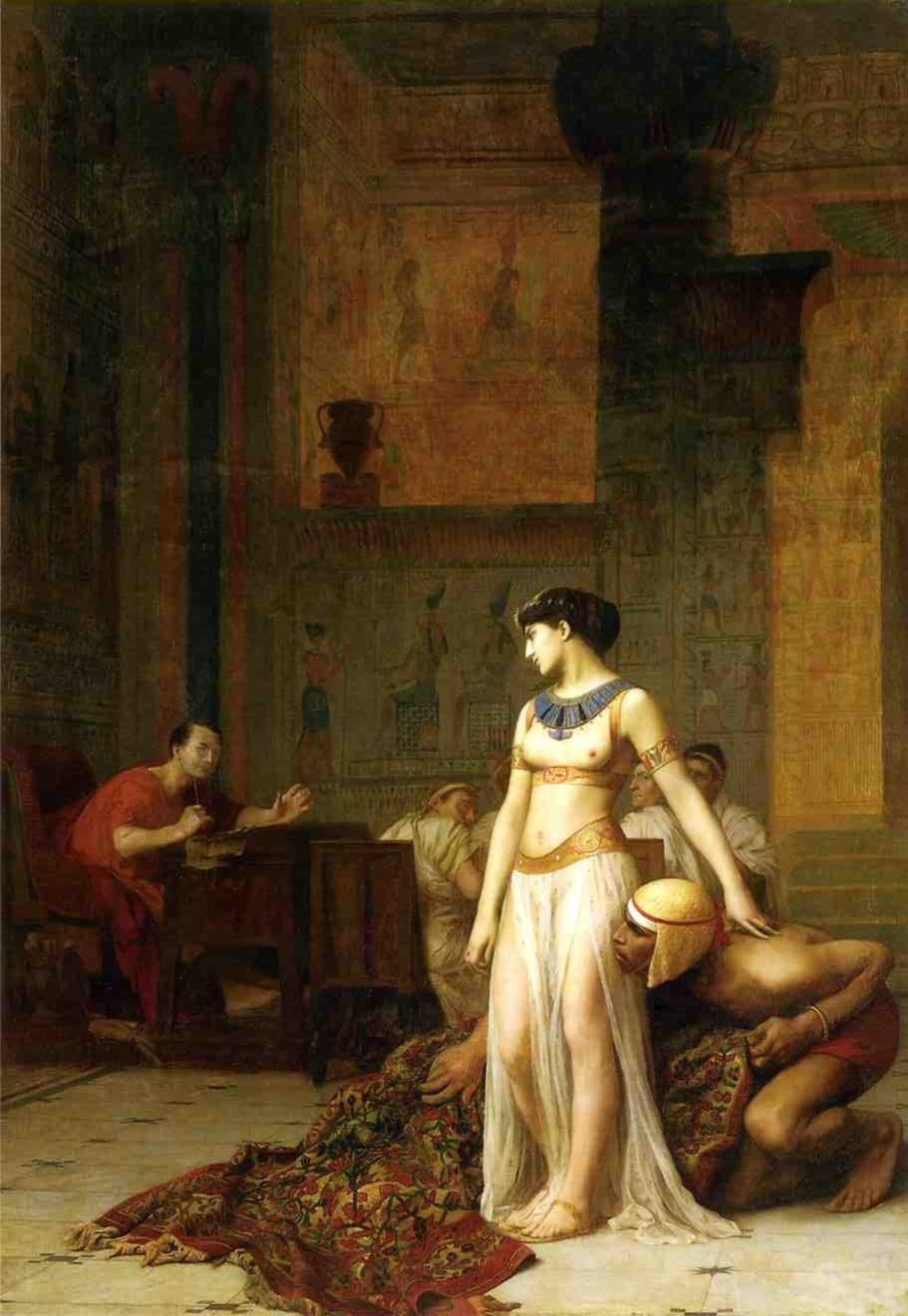
"Клеопатра і Цезар" Жан-Леон Жером, 1866 рік

Після смерті батька, брат та сестра змушені були одружитися. Довгий період Клеопатра правила самостійно, але в 48 році до н.е. її молодший брат - Птолемей XIII, лишив її права на владу. Допомагали молодому королю - царський вчитель Теодотос з Хіоса, міністр Потеінос.
Клеопатра змушена була тікати до Палестини, де зібравши військо, повернулася до кордонів Єгипту. Невідомо точно, чи прибула вона за власною ініціативою або за викликом Цезаря, але ясно, що зустріч з ним була в її інтересах, оскільки Клеопатра хотіла, щоб він виступив третейським суддею в її справі. Клеопатра розуміла, що без допомоги римського полководця їй не повернути владу. Вона вже написала йому лист про це, але, як зауважив історик Діон Кассій, очевидно, вирішила спробувати підкорити знаменитого римлянина особисто  (див. Діон Кассій). У будь-якому випадку подорож її була нелегкою і небезпечною, тому що шлях по суші був блокований військом її брата, а морський шлях контролювала його ескадра. І все ж вона змогла на кораблі допливти майже до Александрії, після чого пересіла на човен і зуміла допливти до берега. За твердженням одних авторів, вона підкупила берегову охорону, за твердженням інших - люди одного сицилійського купця зуміли непомітно пронести її повз охорону, загорнувши в килим (див. Лукан; Плутарх. Цезар). Хай там що, вони зустрілися з Цезарем, і, як відомо, ця дівчина, якій був двадцять один рік, швидко зуміла підкорити досвідченого п'ятдесятидворічного серцеїда. "Кажуть, вона не володіла тією незвичайною красою, яка відразу підкорює людей. Але тим не менше її чарівності важко було протистояти. Привабливість цієї жінки полягала в її особистості, умінні говорити, в тій особливій силі духу, яка проявлялася і в її промовах, і в її діях і підкоряла своєю чарівністю тих, хто спілкувався з нею. Кажуть, що самий звук її голосу заворожував..." Незабаром вони стали коханцями. Спілкувалися Клеопатра і Цезар, найімовірніше, на грецькій мові, бо немає відомостей, що Клеопатра знала латинь, зате відомо, що Цезар дуже добре говорив грецькою.

Гай прагнув, аби було виконано заповіт Птолемея Авлета: брат розділить царську владу із сестрою. Він зменшив суму грошової вимоги до 10 мільйонів денаріїв. 

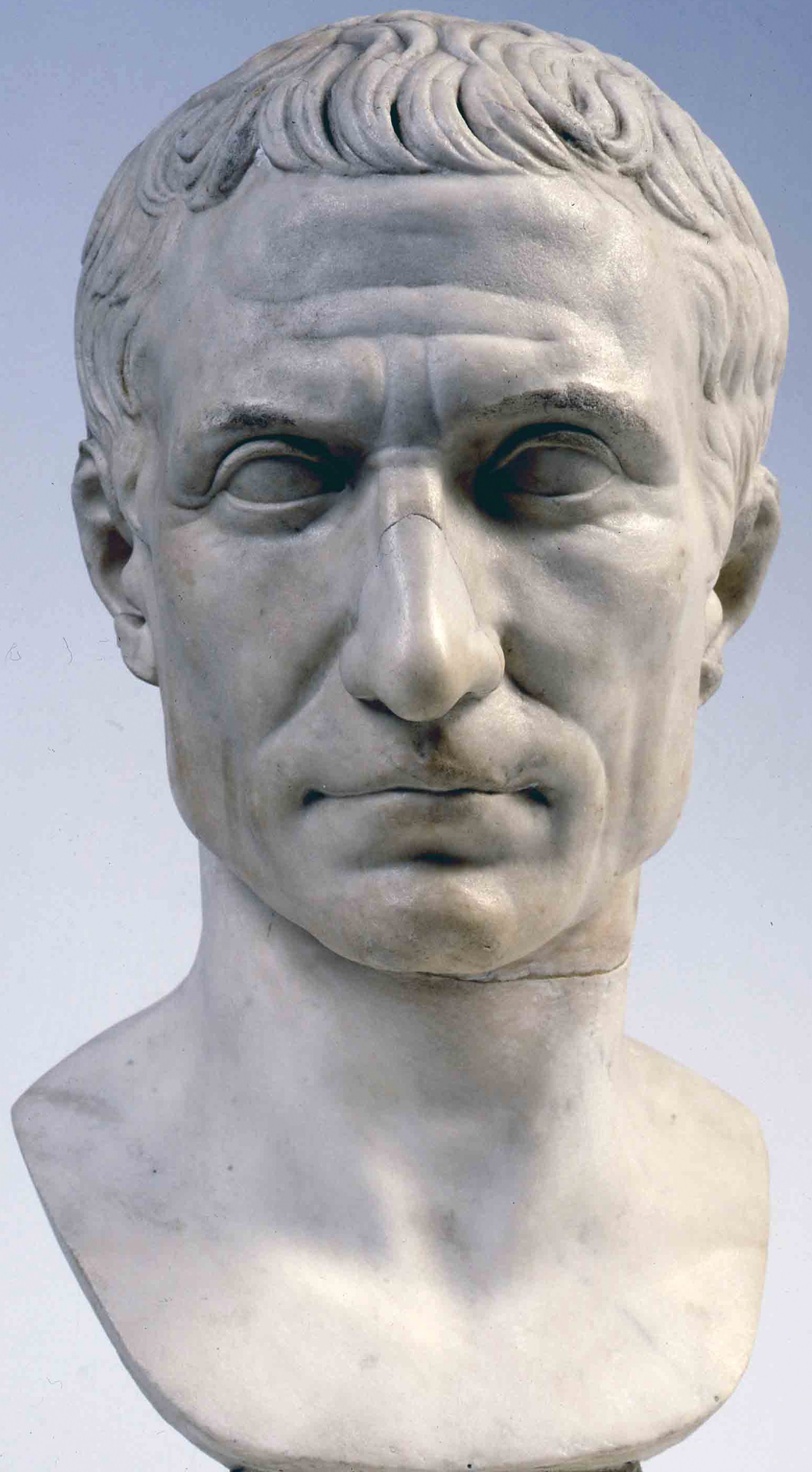
Гай Юлій Цезар (Музей Ватикану)

## Хід подій
Вразливе населення Александрії дратувала присутність римських воїнів у місті, що іноземний полководець живе в царському палаці, тримає себе як владика царства, що він взяв на себе право судді у справі про спадщину престолу. Напади александрійців на військових стало початком так званої Александрійської війни.  У жовтні 48 р. до н.е. спалахнуло повстання. Цезар зі своїм маленьким загоном і з Клеопатрою виявився оточеним в царському палаці армією Птолемея і повсталими александрійцями. Повстанням керували Арсиноя, молодша сестра царя Птолемея Діоніса, і її радник, євнух Ганімед, людина смілива і діяльна. Цезар зараз же зажадав підкріплень зі східних провінцій, але поки вони з'явилися, пройшло майже півроку, протягом яких Цезар піддавався смертельній небезпеці. Під час облоги він велів підпалити військовий флот, що стояв у гавані, і портові споруди, щоб не дати заволодіти ними. При цій пожежі постраждала знаменита Александрійська бібліотека. Положення Цезаря було катастрофічним: повсталі завалили канали, за якими проведена була вода до палацу, зробили воду в цистернах непридатною для пиття, пропустивши туди воду з моря, оволоділи островом Фарос. Однак Цезар звелів копати криниці, і, таким чином, була отримана вода для пиття. Через деякий час хоробрий родоський моряк Евфранор прорвався з чотирма кораблями в гавань; єгипетська ескадра, зібрана невтомною діяльністю Ганімеда, була розбита. Після цієї перемоги Цезар знову опанував островом. Щоб зменшити роздратування александрійців або пересварити їх, Цезар відпустив з-під варти царя Птолемея Діоніса. Цар, вирушаючи до єгипетського війська, обіцяв, що схилить його скласти зброю, але замість того став на бік повсталих. У новій морській битві Евфранор був убитий. Це була велика втрата для Цезаря.

### Напад Мітрідата

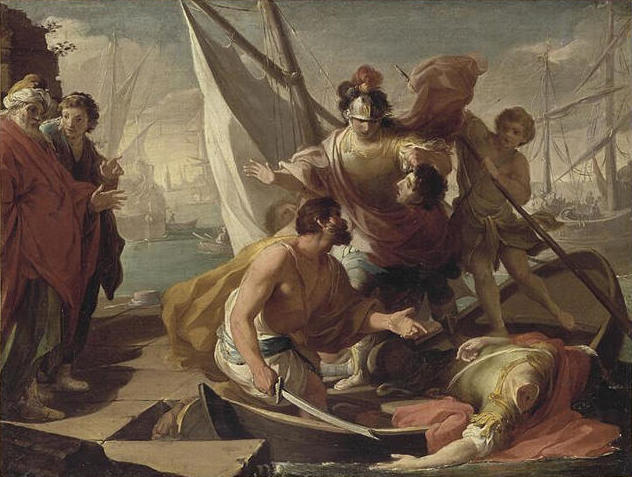
"Смерть Помпея", анонім, XVIII століття

На щастя для Цезаря, в цей час наближалась допомога від Мітрідата Пергамського. Хід Александрійської війни тепер змінився. Несподіваним нападом Мітрідат взяв Пелузій і звідти пішов на Мемфіс. Коли Цезар на берегах Нілу з'єднався з армією Мітрідата, яка підійшла з Пергаму, Птолемей також виступив до Нілу з усіма своїми силами. Цей бій виявився для царя фатальним. Римляни 15 січня 47 року до н. е. взяли штурмом єгипетський табір. Птолемей намагався врятуватися на одному з кораблів, але корабель затонув разом з ним і безліччю інших втікачів.
Александрійці зустрічали переможця з розпачем. У місті був залишений сильний гарнізон, яким керував  Руфіон.

## Наслідки
Після смерті свого брата Птолемея XIII, Клеопатра, формально одружившись з іншим своїм малолітнім братом Птолемеєм XIV, фактично стала безроздільною правителькою Єгипту під римським протекторатом. Молодшу сестру Клеопатри, Арсіною, Цезар відправив до Риму, щоб вона не порушила в Александрії нових смут.